# 尾張電気軌道
尾張電気軌道（おわりでんききどう）は、1912年（明治45年）4月21日、名古屋市郊外の千早（千種区） - 興正寺前（天白区）間5.3kmの路線を開業した軌道事業者である。1929年（昭和4年）6月には新三河鉄道へ営業譲渡され、さらに1937年（昭和12年）3月に名古屋市電気局へ引き継がれた。尾張電気軌道は飯田街道に沿う形で運行され、八事電車として名古屋市民に親しまれた。
本社は愛知郡御器所村広路(名古屋市昭和区安田通2丁目4番地の2、現在は「軽費老人ホーム 安田荘」が建っている地)にあった。

## 前史
1906年（明治39年）10月3日、前身となる愛知馬車鉄道が設立された。これは当時の愛知郡千種町字古井より、同郡御器所村字石坂間に、単線馬車鉄道敷設の認可を得て営業を開始した。この愛知馬車鉄道は名古屋・広小路通を走っていた会社と同名だが別会社である。
吹上 - 八事間で馬車鉄道を運行していた愛知馬車鉄道は、1910年（明治43年）12月15日付で電化を目的として尾張電気軌道に社名変更した。
社長の江口理三郎は、愛知県丹羽郡力長村（現・江南市）に生まれ、名古屋市内で江口商店として半襟卸商を成功させた人物であった（「昭和区誌」には江口利三郎となっているが、理三郎の誤り）。
江口理三郎は半襟卸商の傍ら、不動産業・デベロッパー業にも手を拡げていく。目を付けたのは、のちに尾張電気軌道を拓く、当時は未開の地で畑や丘陵地の名古屋市東部郊外であった。その発展の可能性を予期して次々と土地購入を進めていく。とくに名古屋のレジャー王と云われ、名古屋商業会議所の仲間であった山田才吉と提携し、新道開削と商店街分譲をセットとした都市開発を行った。
「名古屋百人物評論」によると、『山田才吉等と相携へて東陽通を開発し、株式会社東陽館を設立したる』とある。また「名古屋人名録」によると、江口理三郎が就いている役職は、株式会社東陽館 取締役、名古屋電氣鐵道株式会社 監査役、名古屋商業会議所議員、江口商店とされている。この理三郎が手掛けた東陽通の東端が、尾張電気軌道の起点となる千早となった。

## 沿革

### 工事の進捗状況
動力を電化して従来の馬車鉄道を電気鉄道とするため、愛知馬車鉄道は1910年（明治43年）12月15日付で尾張電気軌道に社名変更した。
尾張電気軌道株式会社では、1911年8月から軌道敷設工事に先行して軌道敷の用地買収を開始した。しかし、名古屋市東区春庵町（現・千早交差点）より愛知郡八事山に達する同社専用道路（八間幅）に要する軌道敷の買収交渉に手間取り、最後は大島千種町長の斡旋によってようやく解決して、同年11月20日から本格工事に着手した。
「新愛知新聞　明治45年1月25日号」によると、『千種区町瓦前より八事八勝館東に至るべき約四哩の土工は、高倉組の受負にて、客年十一月二十日より着手し、中央なる御器所村広路字安田より両端へ向け八間幅の土工を施し、既に七分通り竣成せしを以て、多分明日位より右竣成箇所に対し、軌道引延工事を施行せらるべく、何分千種町付近の地は家屋の移転を要するものあり。土工の進捗著しからずと雖も是等に八間道路に複線軌道の竣成すべきは予定期日なる三月十五日を遅るるとはあらざるべし』とある。
この敷設工事において、軌道を通す予定であった川名集落の飯田街道は道幅が狭く、町屋が建て込んでいたため、尾張電気軌道では飯田街道の北側に並行して、新たに八間幅の新道安田通を開削した。
また、使用する車両12両は「名古屋電車製作所」に製作を依頼し、運転手・車掌の募集には100名の応募があったため、1912年1月に名古屋および岐阜で試験を行った上で、約30名を選考して、大阪市電や箕面有馬電気軌道へ養成を委託した。
　※「鉄道車両の製造メーカー一覧」を参照
なお、路面電車の電源について、一部の資料では安田通の本社内に自前の火力発電所を設けたという記述があるが、名古屋電燈株式会社より600kWの電力供給を受けていた。「中部地方電気事業史」によると、『名古屋電燈は名古屋電力との合併によって継承した八百津発電所（建設当時の名称は木曽川発電所、現・旧八百津発電所資料館）の完成などにより、十分な供給能力を備えるに至っていた。そのため、明治40年代初めには瀬戸電気鉄道など数社への供給に限られていた電力供給は、明治43年末に名古屋電気鉄道などと供給契約したのをはじめ、順次大口の需要家との契約が増加した。具体的には、明治44年2月に愛知織物、3月に帝国撚糸、12月に名古屋電気鉄道、明治45年2月に愛知電気鉄道、3月に岐阜電気、6月に日本車輌製造、大正元年10月に尾北電気などとの契約が締結されたほか、尾張電気軌道、愛知セメント、犬山電燈、一宮電気、稲沢電気、知多瓦斯、三重紡績などへ電力が供給された。』と記されている。

### 開業時の状況
尾張電気軌道株式会社では、当初、1912年3月15日頃の開業を目指していたが、諸々工事の遅れによって、4月15日に同社が保有する八事遊園地において開通式を挙行することとし、ようやく同年4月16日までに軌道敷設工事及び変電所工事、愛知県保安課の検査を終えた。しかし、名古屋逓信管理局による検査で不備が見つかり、4月20日午後8時にようやく「認可書」が同社に到着した。このため、開通は翌4月21日となり、早朝に車両の試運転を行って、同日午前8時より5両をもって営業を開始する。
尾張電気軌道の開業日(1912年4月21日)の様子について、「新愛知新聞　1912年4月22日号」によると、『何分、日曜日の上、郊外散策に適当なる好日和なりしをとて八事山行きの人々群集して忽ち満員を告げ、午後更に一両を増加運転せしも容易に衆客を輸送すべくもあらず、頗る好況を呈したるは先づ開業初日として会社の為め、多幸なりと云ふべし。斯くして当日は諸準備未だ不行届の為め、午後七時限り運転を中止せしも、本日以降は午前五時より午後九時迄運転し、使用の車両も必要に応じて暫次一、二両宛増加運転する予定の由。』と報じられた。
なお、八事（興正寺前）から天道に至る一区間は工事が遅れて、1912年9月19日に延伸工事を終えている。

### 尾張電気軌道による八事尾電球場の建設
当時の名古屋市東部丘陵一帯はまだ雑木林の中にポツポツと家が点在する松林が続く未開の地であったため、旅客増加策として尾張電気軌道では、終点・八事天道付近に目玉施設である「八事尾電球場」を自ら計画した。
「八事尾電球場」は大正12～13年に設置され、現在は県営サンコート八事などの集合住宅が建っている。八事地区には、大正11年10月に運動具用商の山本権十郎氏が私財を投じて設置した「山本球場」があり、この２つ目の球場ができたことによって野球大会を開催するのに大変便利な地区となり、いつしか「中等野球のメッカ」となった。大勢の観戦客は尾張電気軌道を使い、大いに賑わったと云われている。

### 尾張電気軌道による八事遊園地の建設
尾張電気軌道が電車開通とレジャー施設をセットで計画し、建設を進めたのが「八事遊園地」である。遊園地の開業は電車開通と同時の大正元年である。名古屋市天白区表山三丁目辺りにあり、現在は会社の独身寮やテニスクラブとなっている。「天白区の歴史」（愛知県郷土資料刊行会）によると、八事遊園地の完成したのは、大正元年（1912）である。遊園地には、競馬場、ボート場、猿園、ブランコ、滑り台などが整備され、大人から子供まで一日の行楽を楽しむことができた。そのため、会社や工場の慰安旅行、小学校の遠足でよく賑わった。菓子やまんじゅう、酒類を売る店も並んでいた。中でも八事名物として、蕎麦まんじゅう、湯豆腐、紙づくりの蝶などを売る店もあった。。

### 新三河鉄道への営業譲渡
昭和に入って、八事 - 挙母（後の豊田市）間の地方鉄道敷設を目指していた新三河鉄道（三河鉄道系列）が尾張電気軌道に興味を示すと、尾張電気軌道は八事電車と始めたばかりのバス事業を新三河鉄道に売却し解散した。1937年（昭和12年）には市に買収され、八事電車は名古屋市電の八事線となり、バスは名古屋市営バスの一部となった。
太平洋戦争中には、戦争による輸送量増加に伴う酷使で軌道が荒廃していたことや、また国鉄中央本線との平面交差が認められず千早線と分断されていたことから、トロリーバス（無軌道電車）への転換も検討された（名古屋市営トロリーバスも参照）。1944年（昭和19年）には戦時体制による路線整理で千早町 - 大久手間が撤去され、この区間は戦後復活しなかった。一方、今池 - 大久手 - 八事は更新の上で残すことが決定し、1950年（昭和25年）の循環東線整備後は今池経由で名古屋駅前までの直通運転が行われるようになった。このうち今池 - 大久手 - 安田車庫前は1974年（昭和49年）の市電全廃時まで存続した。

## 年表
- 1904年（明治37年）10月24日 - 軌道特許状下付[10]。
- 1906年（明治39年）10月3日 - 愛知馬車鉄道設立[2]。
- 1908年（明治41年）8月31日 - 千種（千種町古井、現・千種区千種一丁目） - 八事（御器所村広路字石坂、現・昭和区広路町字石坂）間に馬車鉄道開業[10]。
- 1910年（明治43年）12月15日 - 尾張電気軌道に社名変更[3]。
- 1912年（明治45年）
  - 1月26日 - 本社を愛知郡御器所村大字広路字安田68番地に移転[3]。
  - 4月21日 - 路面電車化、千早 - 大久手 - 興正寺前間 (4.8km)が開業。
  - 5月25日 - 大久手 - 今池間 (0.7km) の支線が開業。
  - （大正元年） 9月 - 興正寺前 - 八事間 (0.5km) 開業。
- 1913年（大正2年）5月2日 - 愛知郡御器所村 - 額田郡広幡町の軽便鉄道敷設免許下付[11]。
- 1915年（大正4年）6月23日 - 市営八事霊園の完成に伴い、八事 - 東八事（霊園入口）間に軌道が新設され、遺体を運ぶ「霊柩電車」が運行されるようになる。
- 1917年（大正6年）5月26日 - 西加茂郡挙母町 - 岡崎市の軽便鉄道敷設免許失効[12][注釈 1]。
- 1918年（大正7年）7月26日 - 愛知郡御器所村 - 西加茂郡挙母町の軽便鉄道敷設免許失効[13]。
- 1925年（大正14年）7月16日 - 保有していた名古屋市東区千種町字瓦前25 - 名古屋市中区千早町2丁目22 - 名古屋市中区矢場町五ノ切41間の特許のうち、千早町 - 矢場町間を名古屋市に譲渡[14]（残存区間は同年10月22日失効[15]）。譲渡区間は、1930年（昭和5年）5月に名古屋市電の千早線として開業している。
- 1929年（昭和4年）
  - 1月 - 路線バス事業を開始。
  - 6月1日 - 新三河鉄道が尾張電気軌道の軌道事業および路線バス事業を買収する[16]。

## 路線
- 八事線
  - 千早～東八事間……5.3km
  - 大久手～今池間……0.7km
- 開通期
  - 千早～八事(のちの興正寺前)間　1912年4月21日
  - 大久手～今池間　1912年5月25日
  - 八事(のちの興正寺前)～天道(のちの八事)間　1912年（大正元年）9月19日
  - 八事～東八事間　1915年（大正4年）5月23日
- 開業時の乗車賃
一区一銭、千早・天道間は八区で八銭、往復は十五銭

## 輸送・収支実績
| 年度 | 輸送人員（人） | 貨物量（トン） | 営業収入（円） | 営業費（円） | 営業益金（円） | その他益金（円）     | その他損金（円）     | 支払利子（円） |
| ---- | -------------- | -------------- | -------------- | ------------ | -------------- | -------------------- | -------------------- | -------------- |
| 1908 | 64,110         |                | 2,399          | 1,830        | 569            |                      | 247                  |                |
| 1909 | 168,894        |                | 6,603          | 5,464        | 1,139          | 28                   | 1,159                |                |
| 1910 | 180,258        |                | 8,159          | 7,297        | 862            |                      |                      |                |
| 1911 | 174,602        |                | 9,537          | 8,138        | 1,399          |                      |                      |                |
| 1912 | 195,094        |                | 16,141         | 13,534       | 2,607          | 1,280                | 689                  |                |
| 1913 | 377,301        |                | 20,844         | 19,532       | 1,312          | 副業354利子85        | 329                  |                |
| 1914 | 393,579        |                | 20,706         | 23,772       | ▲ 3,066        | 土地家屋622利子59    | 土地家屋1,319        | 258            |
| 1915 | 388,825        |                | 19,827         | 18,115       | 1,712          | 土地家屋396利子25    | 土地家屋826          |                |
| 1916 | 365,547        |                | 19,533         | 17,752       | 1,781          | 521                  | 270                  |                |
| 1917 | 439,568        |                | 23,418         | 20,810       | 2,608          | 土地家屋722          | 251                  | 4,548          |
| 1918 | 443,980        |                | 28,316         | 32,732       | ▲ 4,416        | 1,207                | 397                  |                |
| 1919 | 830,282        |                | 46,962         | 42,364       | 4,598          | 43,376               | 1,234                |                |
| 1920 | 823,874        | 4,413          | 64,837         | 50,377       | 14,460         | 副業42,376利子8,804  | 51,180               | 13,274         |
| 1921 | 857,147        | 1,846          | 77,296         | 51,489       | 25,807         |                      |                      |                |
| 1922 | 954,596        | 1,013          | 78,667         | 57,151       | 21,516         |                      |                      |                |
| 1923 | 1,006,187      | 3,505          | 82,693         | 53,944       | 28,749         | 27,152               | 4,643                | 228            |
| 1924 | 1,230,034      | 1,340          | 92,696         | 64,540       | 28,156         | 52,466               | 5,265                |                |
| 1925 | 1,454,998      | 1,881          | 105,955        | 72,655       | 33,300         | 36,078               | 他事業5,626償却金110 |                |
| 1926 | 2,007,480      |                | 122,646        | 88,338       | 34,308         | 32,572               | 償却金532            | 532            |
| 1927 | 2,735,966      |                | 120,161        | 95,376       | 24,785         | 35,578               | 償却金96             | 586            |
| 1928 | 2,734,840      |                | 132,408        | 112,266      | 20,142         | 土地家屋遊園地24,622 |                      | 638            |
| 1929 | 1,086,561      |                | 28,179         | 36,650       | ▲ 8,471        |                      | 雑損及自動車6,557    | 933            |

- 鉄道院年報、鉄道院鉄道統計資料、鉄道省鉄道統計資料、鉄道統計資料、鉄道統計各年度版